# Botelha e Sent Sebastian
Botelha e Sent Sabàstian (en francès Bouteilles-Saint-Sébastien) és un municipi francès situat al departament de la Dordonya i a la regió de la Nova Aquitània.

## Demografia
| 1962                                       | 1968 | 1975 | 1982 | 1990 | 1999 | 2007 |
| ------------------------------------------ | ---- | ---- | ---- | ---- | ---- | ---- |
| 313                                        | 294  | 250  | 218  | 214  | 191  | 189  |
| Des de 1962: població sense dobles comptes |      |      |      |      |      |      |

## Administració
| Període | Identitat       | Partit |
| ------- | --------------- | ------ |
| 1998-   | Guy Michel Lamy |        |